# Forde
Forde a főváros, Canberra egyik elővárosa Gungahlin kerületben. A város Frank Forde-ról kapta nevét, aki egy hétig volt az ország miniszterelnöke 1945-ben a korábbi miniszterelnök, John Curtin után.
Forde városa szomszédos Amaroo (Ausztráliai fővárosi terület), Bonner és Throsby külvárosokkal. A város szélén fut a Horsepark Drive és a Gundaroo Road.

## Történelme

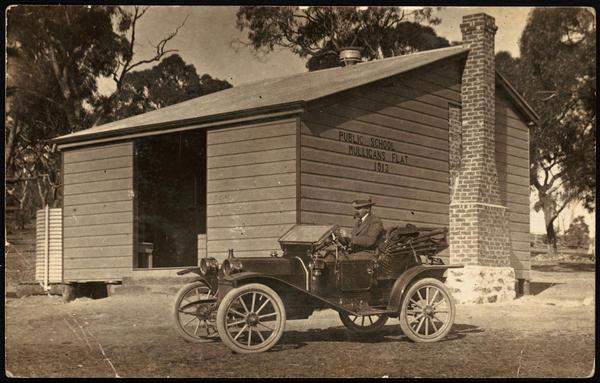
A Mulligans Flat általános iskola 1913-ban

Az első európai telepesek Canberrában és a környező területeken telepedtek le az 1830-as években, amelyet Ginninderrának hívtak. Egy út vágott keresztül Mulligans Flat területen, amely Murrumbateman és Bungendore településeket kötötte össze. Évszázados fák jelölik az eredeti út nyomvonalát, amely Bungendoreba vezet. A történelmi Mulligans Flat nyomait csak néhány juhtenyésztéssel kapcsolatos épület, régi kerítések és kunyhók nyomai jelzik. Három farm, név szerint: Stray Leaf, East View és Mulligans Flat az idők során beolvadtak a külvárosba.

## Szabadidő

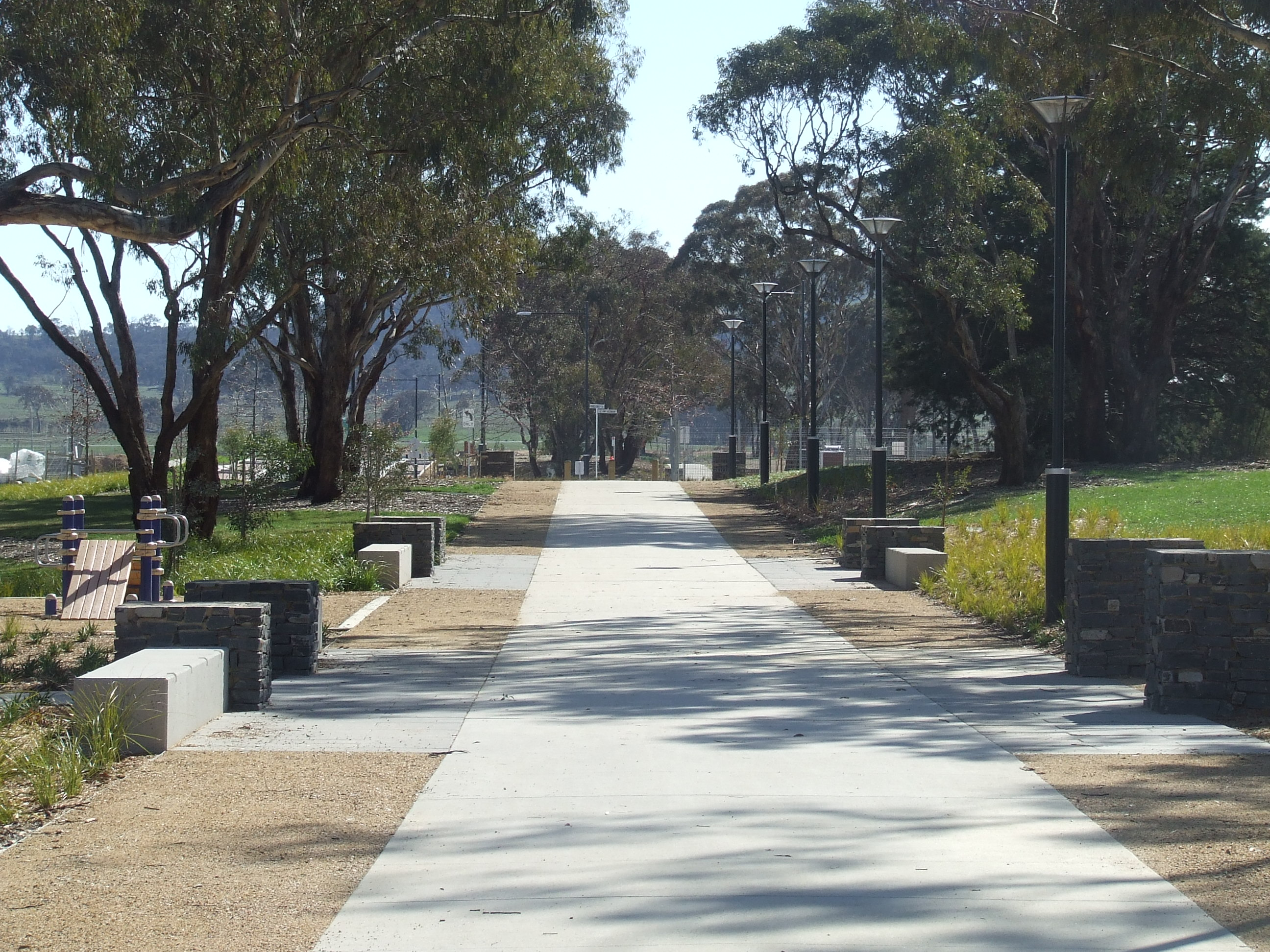
Örökség út Forde-ben

Forde rendkívül zöld településnek mondhatja magát, hiszen minden egyes otthon körülbelül 200 méternyire esik egy parktól, egy tótól, vagy természetvédelmi területtől. A terület 29%-án valamilyen zöldterület, vagy vízfelület fekszik, amely magába foglal 11 fontosabb parkot és 39 hektárnyi vízfelületet, valamint természetvédelmi területet. A külváros három oldalról határos a Mulligans Flat Reserve természetvédelmi területtel. 
A Mulligans Flat Nature Reserve természetes élőhelyeket, gazdag őslakosi történelmet és a korai telepesek nyomait rejti. A természetvédelmi terület az egyik legjobb hely a madármegfigyelők számára az Ausztrál Fővárosi Területen belül és otthont ad többek közt a Kockás mézevő madárnak, valamint a Lazúr tündérmadár-nak. A terület otthont ad a cserepeshátú gyíknak, a Hangyászsünfélék-nek, valamint különböző béka- és hüllőfajoknak. 2005-ben az Ausztrál Fővárosi Terület kormánya elfogadta azt a törvénymódosítást, hogy a bonneri és a fordei lakosok elzárt körülmények között bármennyi macskát tarthassanak.

## Földrajza

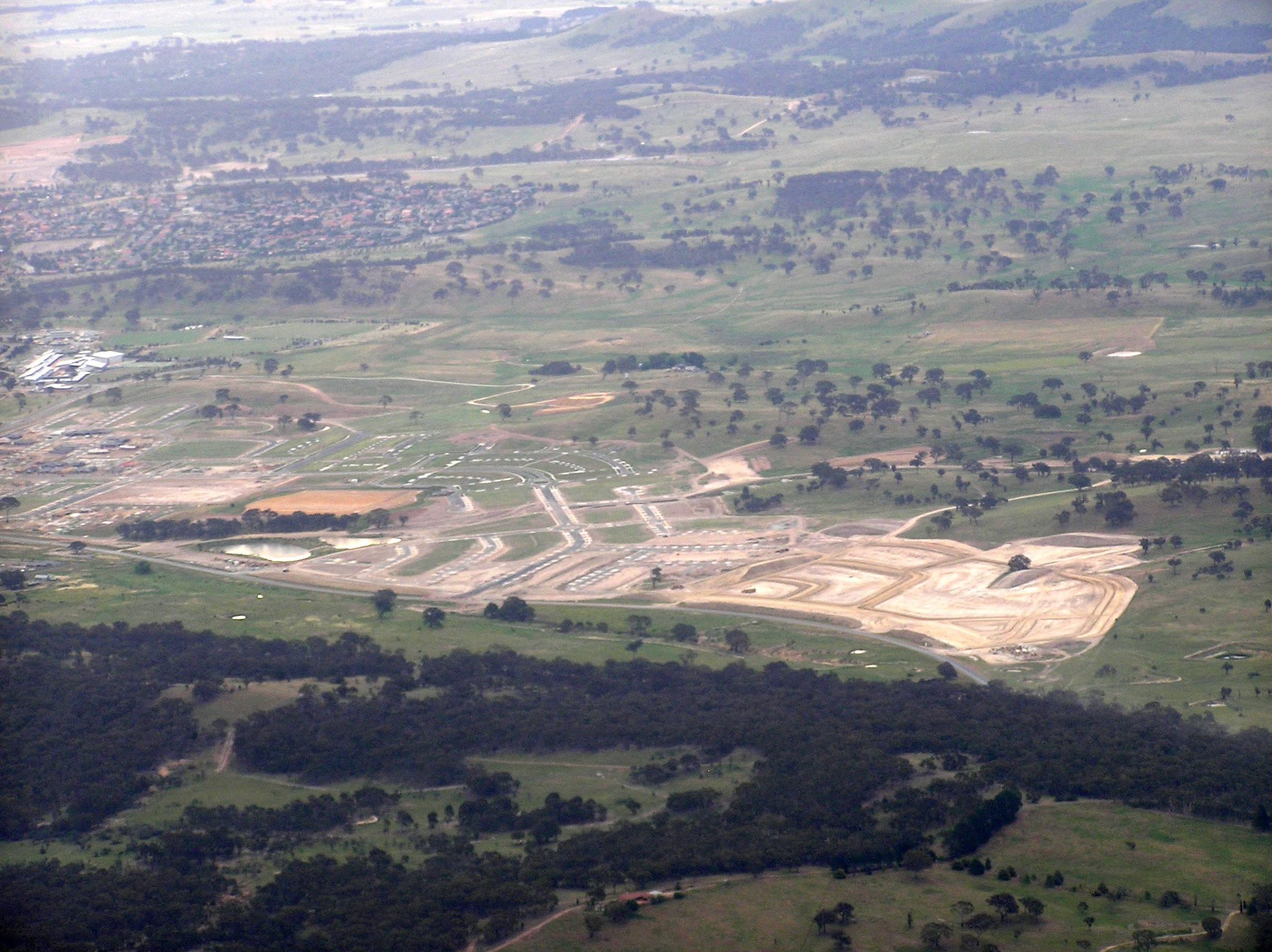
Aerial view from the east with Forde in the foreground late 2009

A Ginninderra-patak a külváros északi részén ered. A legalacsonyabb tengerszint feletti magasság a területen 614 méter, míg a legmagasabb 654 méter. A Forde alatt található sziklaképződmények a Canberra-képződményhez tartoznak, és ennélfogva a sziluri időszakból származnak.

## Fordítás
Ez a szócikk részben vagy egészben  a   Forde, Australian Capital Territory című angol Wikipédia-szócikk ezen változatának fordításán alapul.  Az eredeti cikk szerkesztőit annak laptörténete sorolja fel. Ez a jelzés csupán a megfogalmazás eredetét és a szerzői jogokat jelzi, nem szolgál a cikkben szereplő információk forrásmegjelöléseként.